# Judith Flemig
Judith Flemig (heute Judith Pelzer, * 22. Mai 1979 in Neuss) ist eine ehemalige deutsche Volleyball-Nationalspielerin und Volleyballerin des Jahres 1999.

## Karriere
Judith Flemig begann ihre Karriere 1995 im Volleyball-Internat des USC Münster, wo sie zusammen mit Angelina Grün ab 1996 in der Bundesligamannschaft des USC Münster im Angriff spielte und gleich in ihrer ersten Saison deutscher Meister wurde. Ab 1997 spielte sie in der A-Nationalmannschaft und erlebte bei der WM 1998 in Japan ihr erstes internationales Turnier. Die deutsche Mannschaft schied jedoch bereits in der Vorrunde aus. Weitere Erfolge waren Rang vier bei der Europameisterschaft 1999 in Italien und ein Jahr später der sechste Platz bei den Olympischen Spielen in Sydney. Im Jahr 1999 wählten die Fans Judith Flemig  zur Volleyballerin des Jahres.
2002 wechselte Judith Flemig zu Bayer 04 Leverkusen, wo sie ihre letzten drei Bundesligajahre verbrachte. Parallel dazu versuchte sie auch beim Beachvolleyball Erfahrungen zu sammeln.
Nach einem erfolgreichen Jurastudium in Münster arbeitet Judith Pelzer jetzt als Rechtsanwältin in Schleiden.
Judiths Schwester Ruth Kolokotronis ist ebenfalls Volleyballspielerin sowie Beachvolleyballspielerin.
Seit 2007 ist Judith Pelzer Vizepräsidentin beim Westdeutschen Volleyball-Verband (WVV). Außerdem war sie Spielertrainerin bei der SG Marmagen-Nettersheim, mit denen sie 2010 in die Regionalliga West, 2013 in die Dritte Liga West und 2014 in die 2. Bundesliga Nord aufstieg.